# Sao (civilisation)
Saoerne var en afrikansk civilisation, som levede nær floden Chari syd for Tchad-søen i territoriet, som senere blev en del af Cameroun og Tchad.
| Historie | Spire Denne historieartikel er en spire som bør udbygges. Du er velkommen til at hjælpe Wikipedia ved at udvide den. |